# BSAT-2c廣播衛星
BSAT-2c，為日本一枚已退役的廣播衛星，由該國各公、私營電視台合營的「廣播衛星系統公司」持有，於2003年發射升空，以替代因無法入軌而報廢的BSAT-2b。而在服役期間，此衛星定位於東經110°E的婆羅洲上空，與早兩年發射的BSAT-2a，一併承擔轉播日本各模擬及數碼衛星電視頻道的任務。
由於運作壽命屆滿，BSAT-2c已於2013年退役。

## 概況
BSAT-2c與前兩枚同系衛星一樣，均採用由軌道科學公司生產的STAR-1衛星平台，而配備亦大同小異。此衛星的尺寸為3.7米 × 2.5米 × 2米，與前型相若；然而，衛星兩側的太陽能板展開後總長為11.5米，較先前的16.1米為短。而在轉播設備方面，BSAT-2c設有8個轉發器（4個常用、4個備用），而行波管功率為130W。
除必要的轉播設備，此衛星亦備有姿態控制系統及供電裝置，當中前者包括Star-30BP型變軌用火箭引擎，並備有200公斤推進劑。
而在電力供應方面，上方提及的兩組太陽能板，最多可為此衛星產生2,600W的電力。

## 历史
由於BSAT-2b在2001年7月升空時，因無法進入預定軌道、且無法搶修而終告報廢。其後，廣播衛星系統公司隨即於同年10月，再下訂一枚近乎相同的衛星（即BSAT-2c）作替代，並與先前成功投入運作的BSAT-2a衛星一同運作。
至2003年6月11日，BSAT-2c獲安排與Optus C1通訊衛星，一併由亞利安5G V-161運載火箭搭載升空，並於同年7月15日正式投入服務。
由於衛星壽命屆滿，而推進劑亦已接近耗盡，BSAT-2c已於2013年8月正式退役，並被調至墓地軌道。